# Frivaldszky János (zoológus)
Frivaldszky János (Frivaldi) (Rajec, Trencsén vármegye, 1822. június 17. – Budapest, 1895. március 29.) zoológus, az MTA tagja, Frivaldszky Imre rokona.

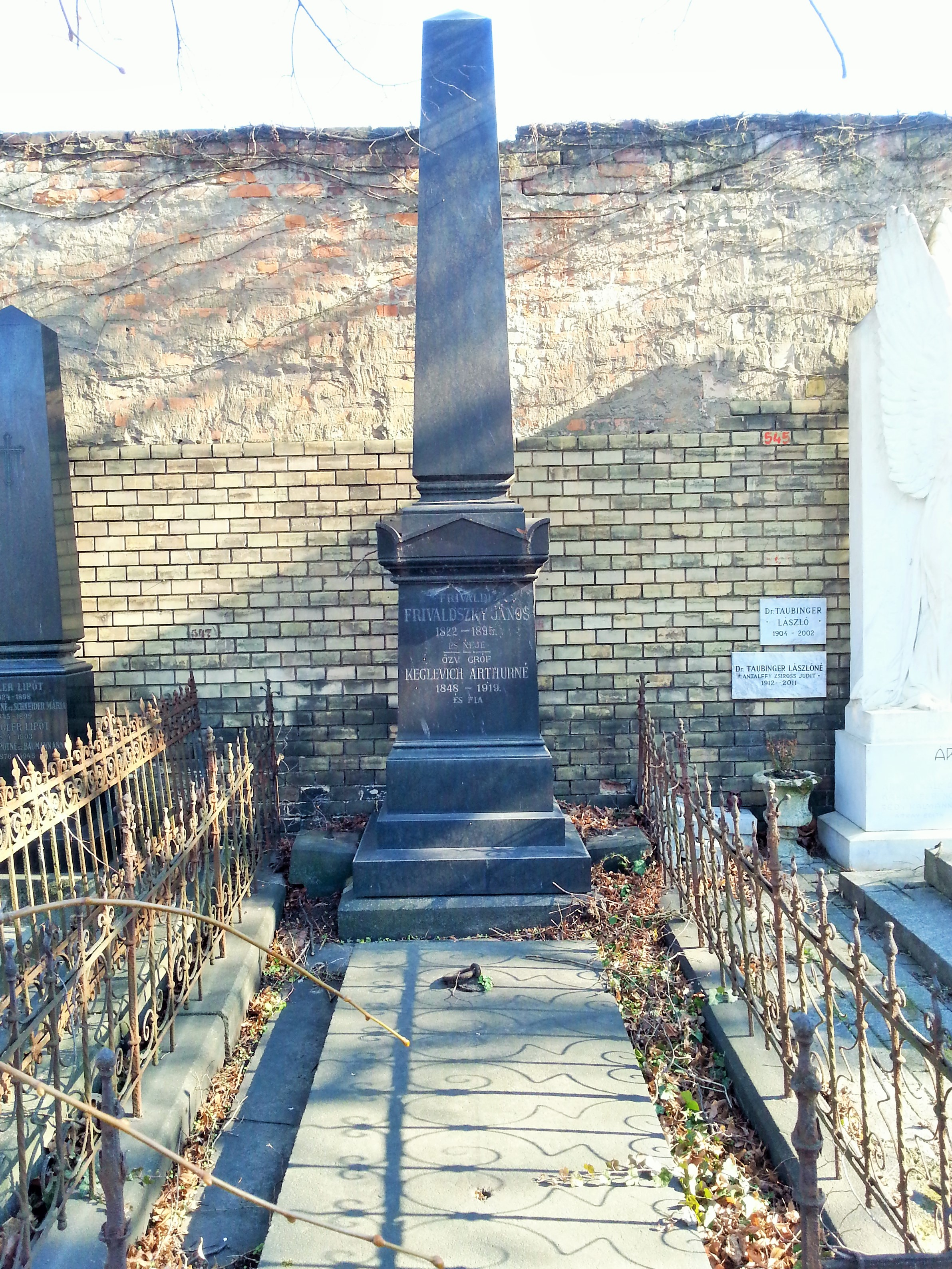
Sírja a Fiumei úti sírkertben

## Életpályája
Gimnáziumi tanulmányait Trencsénben, Nagyszombatban és Léván végezte, érettségit Vácott tett; 1840-ben Pesten a mérnöki pályára lépett, melynek tanulása közben minden szabad idejét a Magyar Nemzeti Múzeumban töltötte, ahol rokona, Frivaldszky Imre mellett dolgozott. 1847–1848 között letette a mérnöki szigorlatot. 1852-ben a Magyar Nemzeti Múzeumhoz nevezték ki segédőrnek, majd őrnek, 1870-ben a Magyar Nemzeti Múzeum Állattárának igazgatójává („igazgatóőrévé”) léptették elő. Főleg a rovarok tanulmányozásával foglalkozott és hazánk faunájából számos új és igen érdekes fajt irt le. A Balkán-félszigetet kétszer is beutazta, eközben gazdag anyagot gyűjtött. Az MTA 1865-ben levelező, majd 1873-ban rendes tagjává választotta. Számos külföldi tudományos testület is tagjai sorába emelte.
Számos kisebb-nagyobb dolgozata jelent meg az MTA kiadványaiban, a Természetrajzi füzetekben és több külföldi tudományos folyóiratban, amelyekkel nevének hazánkban és külföldön nagy tekintélyt vívott ki. A rovarokon kívül más állatok tanulmányozásával is foglalkozott.

## Főbb művei
- A magyarországi egyenes röpüek magánrajza (Pest, 1867);
- Adatok a magyarhoni barlangok faunájához (Mathem. és term. tud. Közl., 1864); (kimerítően ismertette a hazai barlangok állatvilágát)
- Magyarország téhelyröpüinek futonczféléi (Carabidae) (Pest, 1874);
- Madarak és rovarok (Budapest és környéke… c. munkában, Bp., 1879);
- Aves Hungariae (Bp., 1891) (részletesen bemutatta a magyar fauna madárvilágát) Online